# AIG손해보험
AIG손해보험은 아메리칸 인터내셔널 그룹(AIG)이 소유하고 있는, 대한민국의 보험사이다. 본사는 서울특별시 영등포구 국제금융로 10 서울국제금융센터에 위치에 있으며 1954년에 설립되었다. 차티스손해보험이라는 사명으로 바꾼 적이 있다.